# Aldo Haesler
Aldo Haesler (Aldo J. Haesler; * 1954; † 14. März 2025) war ein französischer Soziologe und Essayist Schweizer Herkunft.

## Werdegang
Er studierte Wirtschaftswissenschaften, Recht, Philosophie und Anthropologie an der Universität St. Gallen (HSG) und der Universität Strassburg. Danach folgten Lehraufträge an den Universitäten St. Gallen, Montréal und Lausanne.
Haesler war als Direktionspräsident einer Privatschulgruppe in der Schweiz von 1995 bis 2000 tätig. Seit 2001 war er Professor für Soziologie an der Universität Caen in Frankreich, zuletzt als Emeritus.
Aldo Haesler starb im März 2025 im Alter von 71 Jahren.

## Schriften (Auswahl)
- 1983: Tausch und gesellschaftliche Entwicklung – Zur Prüfung eines liberalen Topos. St. Gallen 1984, OCLC 64106614 (432 S., Dissertation Nr. 899 Hochschule St. Gallen, 1983).
- 1992: Emmanuel Lévinas – Un essai de reconstruction, Cahier N° 47 du Groupe d’études interdisciplinaires d’études sur la postmodernité. Montréal Université du Québec à Montréal, Groupe interuniversitaire d'étude de la postmodernité  OCLC 757592636.
- 1995: Sociologie de l’argent et postmodernité. Librairie Droz, Genève. 371 Seiten.
- 2005: (hrsg) Niklas Luhmann et la pensée systémique. Presses universitaires de Caen, Caen 2005, ISBN 978-2-84133-225-0.
- 2011: Das letzte Tabu – Ruchlose Gedanken aus der Intimsphäre des Geldes. Huber, Frauenfeld / Stuttgart, Wien, ISBN 978-3-7193-1572-6.
- 2024, mit Frank Engster und Oliver Schlaudt: Kleine Philosophie des Geldes im Augenblick seines Verschwindens. Matthes & Seitz, Berlin 2024, ISBN 978-3-7518-2024-0.